# Disco Inferno (50-Cent-Lied)
Disco Inferno ist ein Lied des US-amerikanischen Rappers 50 Cent. Der Song ist die erste Singleauskopplung seines zweiten Studioalbums The Massacre und wurde am 28. November 2004 veröffentlicht. In Europa erschien Disco Inferno lediglich als Promo-Single.

## Inhalt
Disco Inferno ist ein Clubsong, in dessen Refrain 50 Cent über die Hinterteile von Frauen rappt. Dabei animiert er die weiblichen Hörer zum Tanzen und Feiern. Zudem rappt er über den Konsum von Alkohol und anderen Drogen, um in Partystimmung zu kommen. Auch sein Reichtum in Form von Schmuck und Autos sowie seine Loyalität zu Eminem, Dr. Dre und seiner Rapgruppe G-Unit werden erwähnt.

“Lil’ mama, show me how you move it

Go ’head, put your back into it

Do your thing like it ain’t nothing to it

Shake, sh-sh-shake that ass, girl!”

## Produktion
Der Song wurde von dem US-amerikanischen Musikproduzenten-Duo Dangerous LLC., bestehend aus C. Styles und Bang Out, produziert. Beide fungierten neben 50 Cent auch als Autoren.

## Musikvideo
Bei dem zu Disco Inferno gedrehten Musikvideo, das in Schwarz-weiß gehalten ist, führte der Regisseur Ulysses Terrero Regie. Es verzeichnet auf YouTube über 30 Millionen Aufrufe (Stand Januar 2021).
Im Video ist 50 Cent auf einer Party in einem Club, umgeben von zahlreichen leicht-bekleideten Frauen, darunter die Pornodarstellerin Daisy Marie, zu sehen. Er rappt den Song, während die Damen neben ihm tanzen oder deren wackelnde Hinterteile gefilmt werden. Auch schüttet er Champagner über dem Po einer Frau aus. Teilweise sind die Frauen oben ohne zu sehen oder küssen sich. Daneben treten auch weitere G-Unit-Mitglieder, wie Young Buck und DJ Whoo Kid, im Video in Erscheinung.

## Single

### Covergestaltung
Das Singlecover ist schlicht gehalten und zeigt den typischen 50 Cent Schriftzug in Weiß auf schwarzem Untergrund. Im Vordergrund befindet sich der Titel Disco Inferno in Grau.

### Titelliste
1. Disco Inferno (Edited) – 3:36
2. Disco Inferno (Explicit) – 3:36
3. Disco Inferno (Instrumental) – 3:34
4. Disco Inferno (Acapella) – 3:04

### Chartplatzierungen
Disco Inferno stieg am 11. Dezember 2004 in die US-amerikanischen Singlecharts ein und erreichte am 26. März 2005 mit Rang drei die höchste Platzierung. Insgesamt konnte sich der Song 29 Wochen lang in den Top 100 halten. Im Vereinigten Königreich belegte die Single Position 87 und hielt sich zwei Wochen in den Charts.
| ChartsChartplatzierungen       | Höchstplatzierung | Wochen |
| ------------------------------ | ----------------- | ------ |
| Vereinigtes Königreich (OCC)   | 87 (2 Wo.)        | 2      |
| Vereinigte Staaten (Billboard) | 3 (29 Wo.)        | 29     |

| ChartsJahrescharts (2005)      | Platzierung |
| ------------------------------ | ----------- |
| Vereinigte Staaten (Billboard) | 11          |

### Verkaufszahlen und Auszeichnungen
Disco Inferno wurde im Jahr 2023 für mehr als zwei Millionen Verkäufe in den Vereinigten Staaten mit einer doppelten Platin-Schallplatte ausgezeichnet. Der zugehörige Mastertone erhielt in den USA für über 500.000 verkaufte Einheiten eine Goldene Schallplatte.

| Land/Region                  | Auszeichnungen für Musikverkäufe (Land/Region, Auszeichnung, Verkäufe) | Verkäufe  |
| ---------------------------- | ---------------------------------------------------------------------- | --------- |
| Brasilien (PMB)              | Platin                                                                 | 60.000    |
| Vereinigte Staaten (RIAA)    | 2× Platin (Single) · + Gold (Mastertone)                               | 2.500.000 |
| Vereinigtes Königreich (BPI) | Silber                                                                 | 200.000   |
| Insgesamt                    | 1× Silber · 1× Gold · 3× Platin ·                                      | 2.760.000 |

Hauptartikel: 50 Cent/Auszeichnungen für Musikverkäufe
Bei den Grammy Awards 2006 wurde Disco Inferno in der Kategorie Best Rap Solo Performance nominiert, unterlag jedoch dem Song Gold Digger von Kanye West und Jamie Foxx.